# 麻黃杏仁薏苡甘草湯
麻黃杏仁薏苡甘草湯主要是針對去除肌肉中的濕氣。《金匱要略》痙濕暍病脈證并治第二提到：「病者一身盡疼，發熱，日晡所劇者，名風濕。此病傷於汗出當風，或久傷取冷所致也，可與麻黃杏仁薏苡甘草湯。」

## 出處
《金匱要略》：「病者一身盡疼，發熱，日晡所劇者，名風濕。此病傷於汗出當風，或久傷取冷所致也，可與麻黃杏仁薏苡甘草湯。」

## 功用
解表、袪風濕、袪肌肉痛、除疣。

## 辨症要點
- 「一身盡疼」以及「發熱」二項表癥，代表病仍在表。
- 「濕」與「風濕」之區別：若病人有「濕」，不管是「濕」或是「風濕」，皆有疼痛之現象，但有如下之區別：
  - 但若僅有濕，則辨症上重在身體不能轉側；但若是「風濕」，則關節不能屈伸。
  - 疼痛時間不同：「濕」則整天都痛；但「風濕」則於日晡[註 1]最感疼痛[2]。
- 主要成因：汗出當風或久傷取冷。

## 方劑組成（漢制）
麻黃（去節）半兩（湯泡），甘草一兩（炙），薏苡仁半兩，杏仁十個（去皮尖，炒）。

## 方義
- 麻黃能發表取汗，去節後效力更強。[3]
- 薏苡仁為陽明藥，因本症於日晡發熱，屬陽明熱，故用之。其性甘益胃，土勝水，淡滲濕。瀉水所以益土，能健脾，治水腫，濕痺腳氣，疝氣瀉痢熱淋。益土所以生金，能補肺清熱。[4]
- 杏仁常與麻黃配伍，能瀉肺潤燥，免去使用麻黃之副作用。[4]
- 甘草能調和諸藥，使之不爭。[4]

## 外部連結
- 麻黃湯 Ma Huang Tang 中藥方劑圖像數據庫 (香港浸會大學中醫藥學院) （中文）（英文）